# ピロメーロス

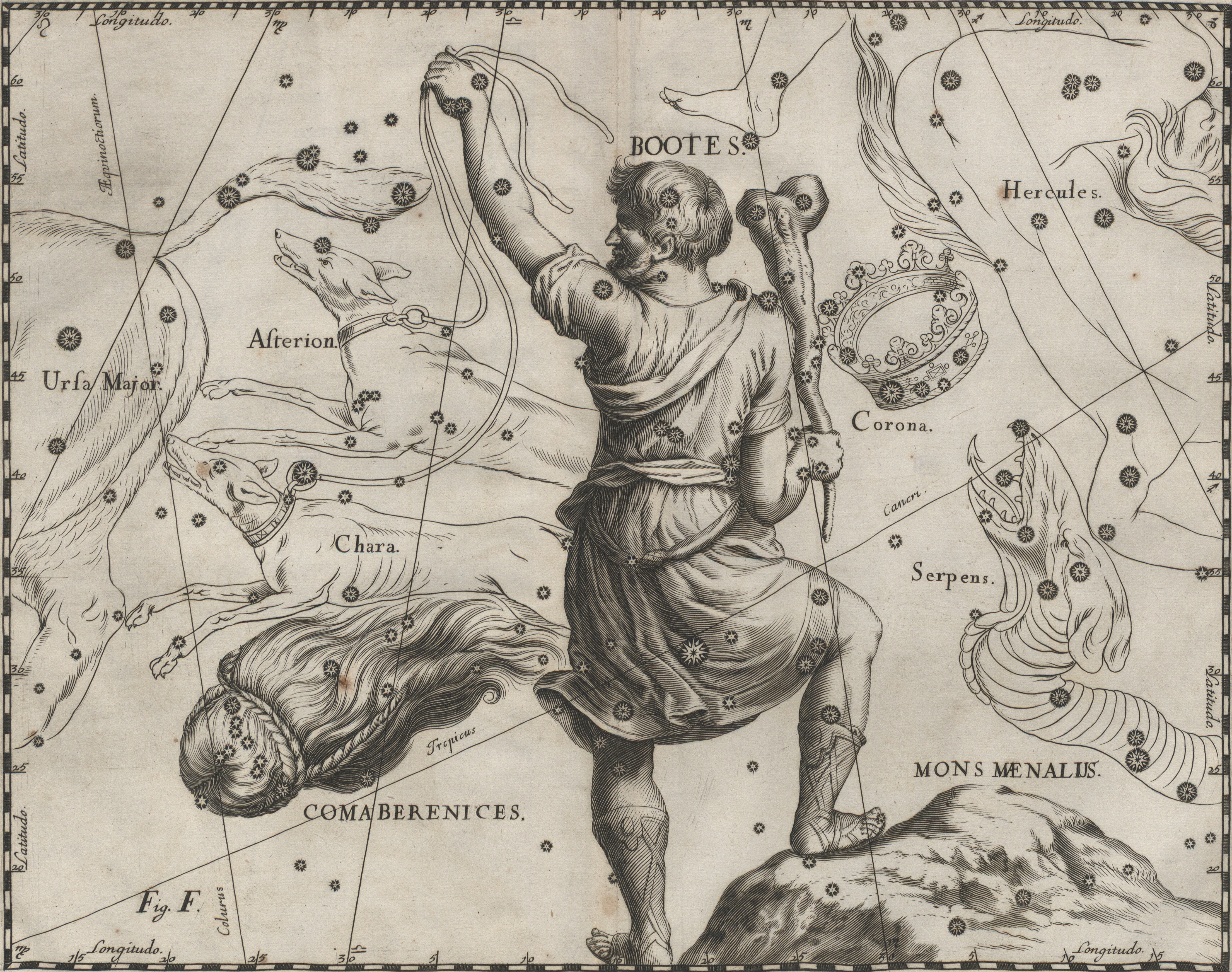
うしかい座。

ピロメーロス（古希: Φιλόμηλος, Philomēlos）は、ギリシア神話の半神である。長音を省略してピロメロスとも表記される。ヒュギーヌスが引用するクレータの歴史家ペテリデスによると、女神デーメーテールとイーアシオーンの子で、プルートスと兄弟。ただし一般的にはデーメーテールとイーアシオーンの子供はプルートスのみである。
ヒュギーヌスによるとピロメーロスはプルートスと仲が悪かった。ピロメーロスは必要に迫られて2頭の牛を購入した。そして四輪の荷馬車を発明し、畑を耕作して生計を立てた。母デーメーテールは息子の発明を称え、ピロメーロスが畑を耕す姿を星の間に置き、うしかい座と呼んだ。ピロメーロスにはパリアースという息子がおり、ヘレースポントス海峡のミューシア地方の都市パリオンとその住民の名祖となった。